# Philippe Teboul
Pour les articles homonymes, voir Téboul.
 (janvier 2019).
Si vous disposez d'ouvrages ou d'articles de référence ou si vous connaissez des sites web de qualité traitant du thème abordé ici, merci de compléter l'article en donnant les références utiles à sa vérifiabilité et en les liant à la section « Notes et références ».
Philippe Teboul (alias Garbancito) est un percussionniste et batteur français, né le 27 avril 1964 à Paris (XIVe).

## Biographie
Philippe Teboul commence sa carrière de musicien en 1985, il joue de la batterie au sein du groupe les Volés et les Casse-pieds avec Daniel Jamet et Joseph Dahan. Il est remarqué par Manu Chao et rejoint alors le groupe Mano Negra. Dans le groupe, il joue des percussions et chante notamment dans le morceau à succès Sidi 'h' Bibi. Après la séparation du groupe, il rejoint le groupe Flor del Fango en 1997.
Il rejoindra ensuite Manu Chao, aux percussions au sein de Radio Bemba de 2005 à 2009.
Philippe Teboul est à la batterie avec le groupe Francis Gas Oil lors du festival de la bande-dessinée d'Angoulême [Quand ?]. Le groupe est composé de Francis Kuntz à la guitare, Véronique Forman au chant, Étienne Labroue à la basse et Joseph Dahan à la guitare.
Il continue aussi avec des anciens de La Mano, Thomas Darnal, Daniel Jamet et Joseph Dahan, dans le groupe Les Patrons, spécialisé dans les reprises punk rock et participe au groupe Flor del Fango.
Dans les années 2010, il est de nouveau aux côtés de Daniel Jamet et Joseph Dahan sur la tournée de l'album solo Ginger de Gaëtan Roussel. Il joue aussi de la batterie dans la tournée de Manu Chao « La Ventura » et dans la tournée de la chanteuse Calypso Rose.